# Serdar, Turkmenistan
Serdar (tidigare namn: Kizyl-Arvat) är en stad i provinsen Balkan i Turkmenistan. Den moderna staden uppstod 1881 i anslutning till den transkaspiska järnvägen. 